# Казанское (Московская область)
Каза́нское — село в Московской области России. Входит в Павлово-Посадский городской округ. Население — 375 чел. (2010).

## География
Село Казанское расположено в центральной части Павлово-Посадского городского округа,  в 4-5 км к юго-западу от города Павловский Посад. Высота над уровнем моря 130-139 м. По южной окраине села протекает река Вохонка, правый приток р. Клязьмы. К селу приписано 4 СНТ (Казанское, Казанское Полесье, Мичуринец, Родник-2). Ближайшие населённые пункты — деревни Сонино и Грибаново.

## Название
Упоминается в письменных источниках как деревня Миря (1573—1574 гг.), Меря (конец XVIII века — 1864 год). 27 апреля 1864 года деревня Меря официально переименована в село Казанское, но вплоть до начала XX века часто использовалось сдвоенное название — "Казанское-Меря" или "Казанское, Меря тож".
Первоначальное наименование Меря происходит от этнонима меря — названия исчезнувшего финно-угорского племени, обитавшего в этих местах во второй половине 1-го тысячелетия н.э. — начале 2-го тысячелетия н.э. Наименование Казанское было дано в честь построенной в деревне в 1863 г. церкви Казанской иконы Божией Матери.

## История
В 1926 году село являлось центром Казанского сельсовета Павлово-Посадской волости Богородского уезда Московской губернии, имелась школа 1-й ступени, изба-читальня, клуб, лавка и две трудовые артели.
С 1929 года — населённый пункт в составе Павлово-Посадского района Орехово-Зуевского округа Московской области, с 1930-го, в связи с упразднением округа, — в составе Павлово-Посадского района Московской области.
До муниципальной реформы 2006 года Казанское входило в состав Рахмановского сельского округа Павлово-Посадского района.
В селе имеется храм Казанской иконы Божией Матери (1859—1863, архитектор Владислав Грудзин). В 1935—1937 годах священником в этой церкви служил Алексий Протопопов, в будущем священномученик.
С 2004 до 2017 гг. село входило в Рахмановское сельское поселение Павлово-Посадского муниципального района.

## Население
| 1926 | 2002 | 2006 | 2010 |
| ---- | ---- | ---- | ---- |
| 616  | ↘372 | ↘356 | ↗375 |

В 1926 году в селе проживало 616 человек (292 мужчины, 324 женщины), насчитывалось 129 хозяйств, из которых 104 было крестьянских. По переписи 2002 года — 372 человека (168 мужчин, 204 женщины).